# Propaganda pel fet!
|  | Aquest article tracta sobre la discogràfica. Vegeu-ne altres significats a «Propaganda pel fet». |

Propaganda pel fet! és una discogràfica independent catalana amb seu a Manresa fundada l'any 1996 a l'Ateneu de Vallcarca de Barcelona, que es caracteritza pel ser una cooperativa que treballa amb els grups musicals de forma transparent i corresponsable. Entre d'altres, el repartiment dels guanys amb els artistes.

## Trajectòria
El primer grup amb qui va fer camí conjuntament més enllà dels circuits musicals alternatius va ser Obrint Pas aconseguint actuar a TV3, la primera portada d'Enderrock i la primera gira internacional. L'any 2010, es va implicar en la posada en marxa de la sala de concerts Stroika a Manresa.
El 2014, creà una productora cinematogràfica anomenada Propaganda pel film! i publicaren el seu primer curtmetratge amb el títol Interior.Família., així com el documental de Feliu Ventura, en coproducció amb TV3, La memòria de la música.
L'any 2021, amb motiu del 25è aniversari i després d'haver editat més de 160 referències, Propaganda pel fet! organitzà una jornada festiva conjuntament amb Tigre de Paper Edicions a l'Anònima de Manresa sota el títol «Cultura de ruptura», i amb la participació de Mireia Calafell, Roger Palà, Feliu Ventura i Ovidi4, entra d'altres.

## Grups/cantautors amb qui ha treballat
- 8 mil·límetres
- Achilifunk Sound System
- Advertències i advertiments
- Ai Ai Ai
- All-Star Karaoke
- Answer
- Astrio
- At Versaris[6]
- Auxili
- Batzak
- Boikot
- Cheb Balowski
- Ciudad Jara
- Dijous Paella
- Feliu Ventura
- Fem Sonar Les Musiquetes
- Flakka
- Habeas Corpus
- Itaca Band
- JazzWoman
- Javi Medina
- JazzWoman
- Ki Sap
- Kòdul
- KOP
- La Carrau
- La Gran Orquesta Republicana
- La Maria
- La Otra
- La Raíz
- Lia Kali
- Manifesto
- María Ruiz
- Miquel del Roig
- Miquel Gil
- Obrint Pas
- Ovidi4
- Plouen Catximbes
- Pirat's Sound Sistema
- Poetristes
- Pomada
- Ràbia Positiva
- Revolta 21
- Safanòria
- Sara Hebe
- Skarnio
- Smoking Souls
- Street Bastards
- Tribade
- Valira
- Xavi Sarrià
- Xerramequ Tiquismiquis
- Zoo